# 欧拉陨石坑

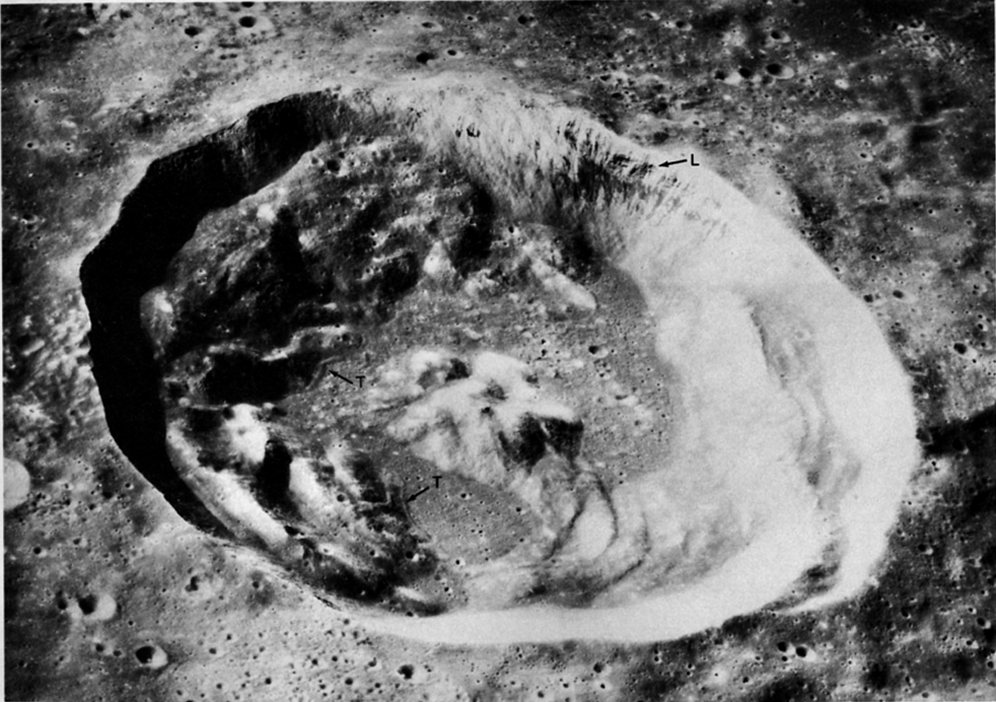
阿波罗17号拍摄的另一幅南向斜视图

欧拉陨石坑（Euler）是位于雨海南半部的一座月球撞击坑。其附近最醒目的特征是西南偏西方的维诺格拉多夫山，而西南面则是一些嵌入了娜塔莎陨石坑及更小的洁罕陨石坑的低矮山脊；往东北约200公里处是坐落了大小类似的朗伯陨石坑。
欧拉陨坑带有一圈低矮的坑壁，不规则的内侧坡上分布有一些纤细的阶地结构和坍塌地貌。坑底中心直立着一座撞击反弹形成的中央峰。该陨石坑还有一个延伸200公里的小射纹系统。

## 卫星陨石坑
按惯例，这些最靠近欧拉陨石坑的卫星坑，将通过在其陨坑中心点旁放置一字母而在月球地图上标示出来。
| 欧拉 | 纬度    | 经度    | 直径   |
| ---- | ------- | ------- | ------ |
| E    | 24.7° N | 34.0° W | 6 公里 |
| F    | 21.2° N | 27.9° W | 6 公里 |
| G    | 20.7° N | 27.4° W | 4 公里 |
| H    | 25.3° N | 28.6° W | 4 公里 |
| J    | 22.3° N | 31.5° W | 4 公里 |
| L    | 21.4° N | 28.9° W | 4 公里 |

下列撞击坑已于1976年被国际天文联合会重新更名：
- 卫星坑“欧拉 K”— 查看 洁罕陨石坑；
- 卫星坑“欧拉 P“— 查看 娜塔莎陨石坑。